# Saint-Denis-lès-Sens
Saint-Denis-lès-Sens è un comune francese di 714 abitanti situato nel dipartimento della Yonne nella regione della Borgogna-Franca Contea.
Il comune si è chiamato Saint-Denis fino al 1º agosto 2012

## Società

### Evoluzione demografica
Abitanti censiti